# Western Eagles FC
Western Eagles FC  (założony jako KP Polonia) – australijski klub piłkarski z siedzibą w zachodniej dzielnicy Melbourne – Albion. Założony w roku 1950 przez polskich imigrantów, trzykrotny mistrz stanu Wiktoria (1960, 1961, 1987); obecnie występuje w Victorian State League Division 2 North / West.

## Historia
Klub KP Polonia powstał w dniu 13 sierpnia 1950 roku podczas spotkania założycielskiego na Brighton Road 93 w dzielnicy St Kilda w Melbourne. Pierwszy zarząd klubu został wybrany 27 sierpnia 1950 roku w skład którego weszli m.in.: Władysław Kowalik (prezes), Wiktor Kwiatkowski (sekretarz) i Bolesław Mleński (trener). W pierwszym sezonie (w roku 1951) klub wywalczył mistrzostwo Division 4. W roku 1954 KP Polonia po raz pierwszy w swojej historii wystąpiła w najwyższej klasie rozgrywkowej stanu Wiktoria. W pierwszym sezonie klub zajął 3 miejsce z dorobkiem 22 punktów. W latach 1960 i 1961 klub zdobył tytuł mistrza stanu, natomiast ostatni tytuł został zdobyty w roku 1987. Po raz ostatni zespół wystąpił w najwyższej klasie rozgrywkowej w 1989.

### Historyczne nazwy
- 1950 – 1972: KP Polonia
- 1973 – 1990: Maribyrnong Polonia
- 1991 – 1997: Sunshine Heights
- 1998 – 2005: Western Eagles
- od 2006: Western Eagles FC[4]

## Osiągnięcia
- Mistrzostwo stanu Wiktoria (3): 1960, 1961, 1987;
- Wicemistrzostwo stanu Wiktoria (4): 1955, 1963, 1968, 1984;
- Zwycięzca Victorian State League Cup (1): 1960;
- Finalista Victorian State League Cup (2): 1984, 1987;
- Mistrzostwo Victorian Division 1 (1): 1981;
- Mistrzostwo Victorian Division 3 (2): 1952, 2024;
- Mistrzostwo Victorian Division 4 (2): 1951, 2018;
- Mistrzostwo Victorian Provisional League 2 (North-West) (2): 2003, 2010;
- Finalista Australia Cup (1): 1963;
- Zwycięzca Dockerty Cup (1): 1961;
- Finalista Dockerty Cup (4): 1955, 1963, 1976, 1984;
- Zwycięzca Ampol Cup Winners (2): 1963, 1964;
- Buffalo Cup (1): 1984;
- Laidlaw World Cup (2): 1953, 1961.